# Анклав (РЕБ)

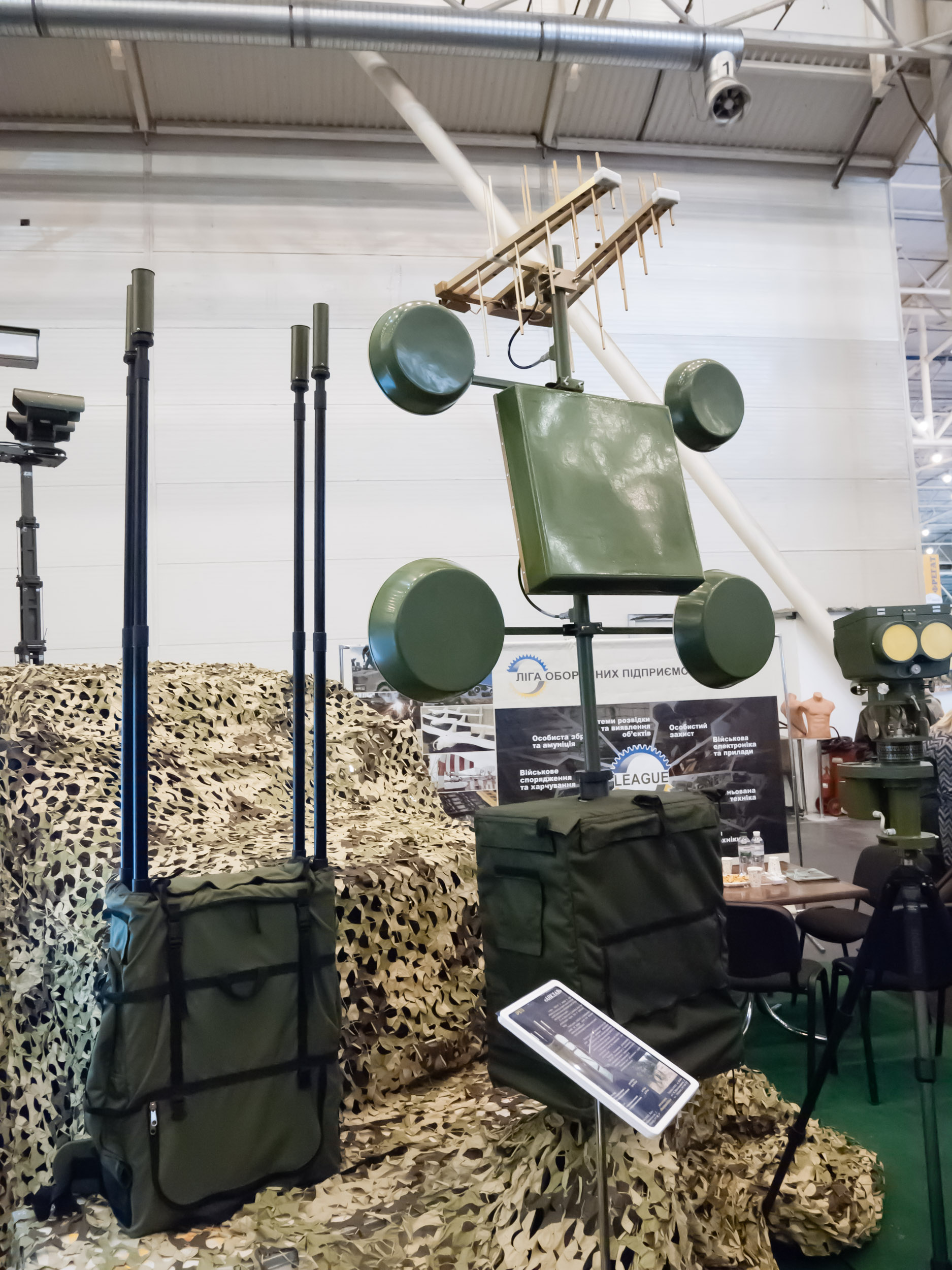
«Анклав» на виставці «Зброя та безпека—2017»

«Анклав» — сімейство українських комплексів радіолелектронної боротьби, призначені для боротьби з БПЛА. Розроблений холдингом «Укрспецтехніка».

## Історія
Роботи над комплексом розпочалися до 2014 року холдингом «Укрспецтехніка». Головний конструктор — Світлана Кошова. На тому етапі комплекс створював лише завади для приймачів систем ГЛОНАСС та GPS.
Після початку російської агресії у 2014 році комплекс отримав додатковий функціонал: створювати завади для каналів управління та телеметрії, які використовуються у БПЛА.
Вперше комплекси «Анклав-УТ» були отримані Збройними Силами у 2016 році. За даними прес-офіцера АТО Андрія Агеєва, комплекси «Буковель-AD» і «Анклав-УТ» станом на грудень 2016 року тестували в зоні бойових дій на Донбасі.
У 2017 році оновлений «Анклав» проходив відомчі випробування, і в подальшому інтенсивно використовувався за призначенням в зоні проведення Операції об'єднаних сил на сході України.
У 2018 році керівник Центру досліджень армії, конверсії і роззброєння Валентин Бадрак повідомив, що станції «Анклав» успішно виводять з ладу новітні російські безпілотники на Донбасі.

## Опис
Створює завади для приймачів, що працюють на частотах навігаційних систем ГЛОНАСС та GPS. Здатен також створювати завади для каналів управління та телеметрії, які використовуються у БПЛА та у високоточному озброєнні. Робота комплексу придушує можливість передавати сигнали управління від оператора, який керує БПЛА, до самого апарату.

## Модифікації
- «Анклав-Малюк» — зменшена версія комплексу для застосування в міських умовах. Має вдвічі менше антен, вагу близько 15 кг, час безперервної автономної роботи зріс з 2 до 6 годин.[1]

## Тактико-технічні характеристики
За даними Defence express:
- Радіус дії
  - Направлена антена — до 40 км
  - Ненаправлена антена — до 20 км
- Діапазон частот придушення сигналів: 400—2500 МГц